# Armadilloniscus aegaeus
Armadilloniscus aegaeus là một loài chân đều trong họ Detonidae. Loài này được Schmalfuss miêu tả khoa học năm 1981.